# Vidalièl·lids
Els vidalièl·lids (Vidaliellidae H. Nordsieck, 1986) foren una família de caragols terrestres que visqueren al sud d'Europa i el nord d'Àfrica durant el Paleogen. Es tracta d'uns gasteròpodes amb una closca de mida relativament grossa i robusta, representats pels següents gèneres i espècies:
- Vidaliella Wenz, 1940
  - Vidaliella gerundensis (Vidal, 1883)
  - Vidaliella bouvyi (Haime, 1855)
  - Vidaliella darderi (Vidal, 1917)
- Romanella Jodot, 1957
  - Romanella hopei (Mathéron, 1879)
  - Romanella cathalai (Depéret, 1901)
  - Romanella boriesi (Doncieux, 1912)
  - Romanella kantanensis (Jodot, 1936)
- Vicentinia Jodot, 1957
  - Vicentinia eocaena (Oppenheim, 1890)
- Selvovum Juárez-Ruiz, Matamales-Andreu et Kadolsky, 2020
  - Selvovum selvense (Vidal, 1917)
- Calculocochlea Juárez-Ruiz, Matamales-Andreu et Kadolsky, 2020
  - Calculocochlea oliveri Juárez-Ruiz, Matamales-Andreu et Kadolsky, 2020